# Brech (Laberweinting)
Brech ist ein Ortsteil von Laberweinting im niederbayerischen Landkreis Straubing-Bogen.

## Lage
Der Einödhof Brech liegt etwa eineinhalb Kilometer nordwestlich von Habelsbach, drei Kilometer nordwestlich von Laberweinting. Vom Ortsende von Habelsbach aus führt ein Kiesweg nach Brech. Das ist der einzige Ort der Gemeinde, der über keine asphaltierte Zufahrt verfügt. Das Haus und die Wirtschaftsgebäude befinden sich am Südhang einer von Eitting nach Obergraßfing verlaufenden Hügelkette zwischen den Flurnamen Mühlberg und Eppenleite. Die Kapelle steht auf dem höchsten Punkt oberhalb des Hofes. Brech wird in älteren Landkarten und Schriften auch als Klein-Habelsbach bezeichnet.

## Geschichte
In den Pfarreibeschreibungen des 19. Jahrhunderts aus dem Bistum Regensburg (Dekanat Geiselhöring) von 1859/1861 wird bei der Pfarrei Laberweinting die Einöde Kleinhabelsbach mit sechs Einwohnern aufgeführt. Der Fußweg zur Pfarrkirche ist mit einer halben Stunde angegeben.
Der heutige Ortsname dürfte sich auf den Flachsanbau im Labertal und das Aufbereiten der Fasern, das Brechen beziehen. Es ist dokumentiert, dass im benachbarten Ort Weingarten bis nach dem Ersten Weltkrieg Flachs angebaut, gebrochen, gebleicht und zu Stricken und Seilen verarbeitet wurde. Ein Teil der Reisl wurde gegen Leinentuch getauscht.

## Sehenswürdigkeiten
- Wegkapelle aus dem 18. Jahrhundert nördlich vom Hof an einem Feldweg. Die nach Westen gerichtete und rund geschlossene Marienkapelle mit Satteldach wurde aus Dank für ein überstandenes Unglück mit einem Ochsengespann erbaut, wie es auf einer Votivtafel im Inneren zu sehen ist.